# Tim Braem
Tim Braem (Venlo, 13 februari 2006) is een Nederlandse voetballer die doorgaans speelt als verdedigende middenvelder.

## Clubcarrière
Braem speelde kort bij de plaatselijke amateurclub Venlosche Boys alvorens de Venlonaar in 2014 de overstap maakte naar VVV-Venlo, waar hij vervolgens tien jaar lang de jeugdopleiding doorliep. Voor aanvang van de voorbereiding op het seizoen 2024/25 kreeg de 18-jarige middenvelder te horen dat hij mocht aansluiten bij de selectie van het eerste elftal om zich te bewijzen in de oefenwedstrijden. Eind juli werd hij samen met Naïm Matoug door trainer John Lammers definitief overgeheveld naar de hoofdmacht. Daar maakte hij op 10 augustus 2024 tijdens de openingswedstrijd uit bij ADO Den Haag (1-1) meteen als basisspeler zijn profdebuut. Braem scoorde met een schot in de rechterbovenhoek zijn eerste competitiegoal op 25 augustus 2024 tijdens een thuiswedstrijd tegen Roda JC Kerkrade die in 1-1 eindigde. Al snel dwong Braem een vaste basisplek af en tekende vervolgens op 16 oktober 2024 zijn eerste profcontract dat hem tot 1 juli 2027 aan VVV verbond, met een optie voor een extra seizoen. In zijn eerste profseizoen groeide de middenvelder bovendien uit tot jeugdinternational en zag zijn stormachtige ontwikkeling op 2 augustus 2025 door de club beloond met de uitreiking van de Jan Klaassens Award, de jaarlijkse prijs voor het grootste talent uit de Venlose jeugdopleiding.

### Statistieken
| 2024/25                                | VVV-Venlo | Eerste divisie | 31 | 2 | 0 | 0 | — | — | 31 | 2 |
| 2025/26                                | VVV-Venlo | Eerste divisie | 1  | 0 | 0 | 0 | — | — | 1  | 0 |
| Totaal                                 | Totaal    | Totaal         | 32 | 2 | 0 | 0 | 0 | 0 | 32 | 2 |
| Bijgewerkt tot en met 15 augustus 2025 |           |                |    |   |   |   |   |   |    |   |

## Interlandcarrière

### Nederland –19
In november 2024 werd Braem voor het eerst opgenomen in de definitieve selectie van Nederland –19. Samen met Jerolldino Bergraaf (Excelsior) was hij de enige speler uit de Eerste divisie die werd opgeroepen door bondscoach Peter van der Veen. Op 13 november 2024 maakte hij er zijn interlanddebuut als invaller in de 91e minuut voor Tygo Land tijdens een EK-kwalificatiewedstrijd tegen Slovenië –19 (2 – 0). Braem maakte in juni 2025 ook deel uit van de selectie die het EK onder 19 in Roemenië won.
| Interlands van Tim Braem | Interlands van Tim Braem | Interlands van Tim Braem | Interlands van Tim Braem | Interlands van Tim Braem | Interlands van Tim Braem |
| №                        | Datum                    | Wedstrijd                | Uitslag                  | Soort Wedstrijd          | Doelpunten               |
| Als speler bij VVV-Venlo | Als speler bij VVV-Venlo | Als speler bij VVV-Venlo | Als speler bij VVV-Venlo | Als speler bij VVV-Venlo | Als speler bij VVV-Venlo |
| ------------------------ | ------------------------ | ------------------------ | ------------------------ | ------------------------ | ------------------------ |
| 1.                       | 13 november 2024         | Slovenië – Nederland     | 0 – 2                    | EK-kwalificatie          | 0                        |
| 2.                       | 16 november 2024         | Nederland – Kazachstan   | 2 – 0                    | EK-kwalificatie          | 0                        |
| 3.                       | 19 november 2024         | Nederland – Oekraïne     | 1 – 0                    | EK-kwalificatie          | 0                        |
| 4.                       | 20 juni 2025             | Nederland – Engeland     | 4 – 2                    | EK-kwalificatie          | 0                        |

## Erelijst
| EK Onder 19 | 1x | 2025 |

## Trivia
Tim Braem's vader Geert is eveneens profvoetballer geweest bij VVV alsmede Helmond Sport, Eindhoven en Go Ahead Eagles.